# Löbbenbach (Tauerntal)
Der Löbbenbach ist ein orographisch rechter Nebenfluss des Tauernbachs im Bezirk Lienz (Osttirol). Er liegt im Norden des Gemeindegebiets von Matrei in Osttirol.
Der Löbbenbach wird vom Löbbensee gespeist, der sein Wasser vor allem aus dem Schmelzwasser des Wildenkees bezieht. Vom Löbbensee (2226 m ü. A.) fließt der Löbbenbach zunächst nach Ostnordost und stürzt steil auf rund 2000 m ü. A. ab. Im vergleichsweise flachen Lackenboden bildet der Löbbebach einige Mäander und stürzt danach nach Nordosten ins Tauerntal ab, wo er in den Tauernbach mündet. Der Wildenkogelweg, ein Wanderweg zwischen dem Matreier Tauernhaus und dem Wildenkogel folgt dem Verlauf des Löbbebaches von der Mündung bis zum Löbbensee.
Der Name des Löbbenbachs leitet sich vom mundartlichen Wort Leipen (slowenisch lépen) ab, das die Bedeutung „großes Blatt“ hat bzw. vielleicht auch Platte bedeutete. Als Bedeutung des Namens Löbbenbach kann daher „Plattenbach“ oder „Steinbach“ angenommen werden.